# Glottidia palmeri
Glottidia palmeri är en armfotingsart som beskrevs av Dall 1871. Glottidia palmeri ingår i släktet Glottidia och familjen Lingulidae. Inga underarter finns listade i Catalogue of Life.